# Tem (historia)

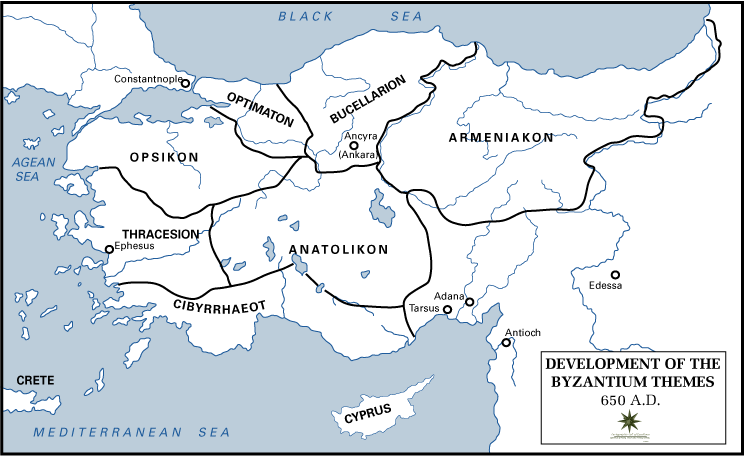
System temów w Azji Mniejszej w 650

Cesarstwo Bizantyńskie w 717 (podział administracyjny)

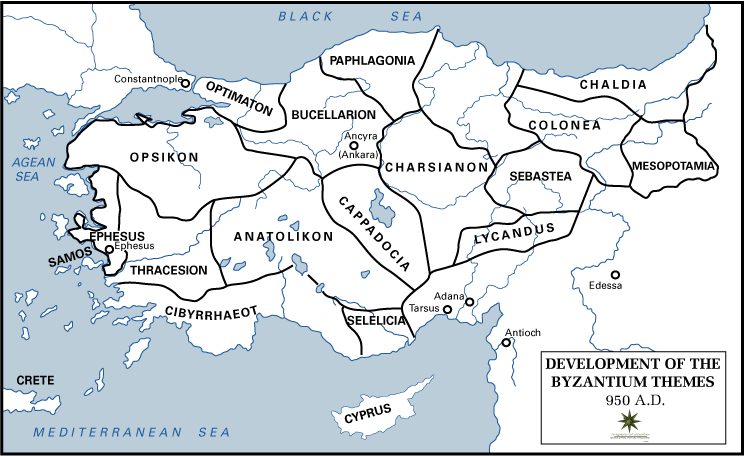
System temów w Azji Mniejszej w 950

Tem, tema, temat (stgr. θέμα thema, lm. θέματα themata) – jednostka podziału administracyjnego w Cesarstwie Bizantyjskim, przez długi okres istnienia imperium główna jednostka organizacji militarnej państwa.
Uciążliwe wojny z Persją zmusiły cesarza Herakliusza (610–641) do zreorganizowania cesarstwa. Wprowadził system okręgów militarnych zwanych temami, prawdopodobnie przejęty od Persów. Władza cywilna została połączona z wojskową tak, że temy zastąpiły wcześniejsze prowincje; zmiany stały się bardziej zauważalne, gdy rozległe pierwotnie temy podzielono na mniejsze. Była to kontynuacja polityki Justyniana Wielkiego, który wprowadził już taki system na zdobytych przez siebie terenach na zachodzie (egzarchat Rawenny i egzarchat Kartaginy). Nowe zasady funkcjonowania administracji ostatecznie utrwaliły się za rządów dynastii izauryjskiej (717–802). Dawne jednostki administracji (prefektura, pretorium, diecezja) zaniknęły lub zostały wchłonięte przez administrację centralną w Konstantynopolu.
U progu wieku IX było 10 temów, podczas gdy w XI już 38. Wynika to z powiększenia obszaru państwa i rozbijania dużych temów na mniejsze, by namiestnicy nie byli za silni i nie mogli pokusić się o zajęcie tronu. Zarządca temu nosił z reguły tytuł stratega (generała). Strategowie podlegali bezpośrednio basileusowi.
Temy dzieliły się na trzy kategorie: temy wschodnie (temy Azji Mniejszej, Tracji i Macedonii), temy zachodnie (temy pozostałej części Bałkanów, posiadłości italskich oraz Chersonezu Taurydzkiego na Krymie) oraz temy morskie (wybrzeża Azji Mniejszej, Bałkanów, a także Dalmacja i wyspy bizantyjskie na Morzu Egejskim i Jońskim, Kreta, Rodos i Cypr).
Namiestnicy temów morskich nosili tytuł drungariosa (admirała). Temy wschodnie i morskie stały w hierarchii wyżej niż temy zachodnie: drungariosi i wschodni strategowie otrzymywali wynagrodzenie bezpośrednio ze skarbca cesarskiego, a zachodni musieli się utrzymać z podległych im ziem.